# Février 1924

## Événements
- Tibet : l’exploratrice française Alexandra David-Néel est la première européenne à entrer dans Lhassa. Elle connaît un grand succès en publiant en 1927 Voyage d'une Parisienne à Lhassa.

- 8 février, France : Poincaré obtient les pleins pouvoirs financiers.
  - Crise monétaire après l’occupation de la Ruhr (1923-1924). Poincaré la résout par un emprunt à la banque Morgan et pour consolider le franc, augmente les impôts de 20 % à la veille des élections.

- 21 février : premier vol postal en Alaska (Fairbanks - McGrath)

- 22 février : fondation de la formation de combat socialiste, Bannière d’empire (Reichsbanner Schwarz-Rot-Gold), destinée à s’opposer au Casque d’acier et au SA.

- 23 février[1] : loi sur la nationalité roumaine.

- 26 février : Henri Terrasson de Fougères est nommé gouverneur du Soudan français (fin en 1931).

- 28 février : guerre civile au Honduras à la suite de l'annonce du président Rafael López Gutiérrez de contester les élections de 1923 et de rester au pouvoir jusqu'à la tenue d'un nouveau scrutin[2]. Intervention américaine.

## Naissances
- 2 février :
  - Elfi von Dassanowsky, cantatrice, pianiste et productrice autrichienne, († 2 octobre 2007).
  - Sonny Stitt, saxophoniste de jazz américain († 22 juillet 1982).
- 3 février : Martial Asselin, lieutenant-gouverneur du Québec († 25 janvier 2013).
- 5 février : 
  - Duraisamy Simon Lourdusamy, cardinal indien, préfet émérite de la Congrégation pour les Églises orientales († 2 juin 2014).
  - Marcel Weinum, adolescent résistant, fondateur du réseau de Résistance « La Main Noire » († 14 avril 1942).
- 8 février : Khamtay Siphandone, homme d'État laotien († 2 avril 2025).
- 10 février : Maurice Abiven, médecin français, spécialiste de médecine interne, pionnier de la pratique des soins palliatifs en France († 27 mai 2007).
- 13 février : Jean-Jacques Servan-Schreiber, personnalité politique française († 7 novembre 2006).
- 17 février : Raimon Carrasco, homme d’affaires catalan et ancien président du FC Barcelone († 20 mars 2022).
- 19 février : 
  - David Bronstein, grand-maître international d'échecs, écrivain ukrainien († 5 décembre 2006).
  - Lee Marvin, acteur américain († 29 août 1987).
- 21 février : 
  - Silvano Piovanelli, cardinal italien, archevêque émérite de Florence († 9 juillet 2016).
  - Robert Mugabe, homme d'État zimbabwéen; Premier ministre et président de la République († 6 septembre 2019).
- 23 février : Claude Sautet, cinéaste français, († 27 juillet 2000).
- 26 février : Freda Betti, artiste lyrique française, († 13 novembre 1979).
- 29 février : Andrzej Maria Deskur, cardinal polonais, préfet émérite du Conseil pour les communications sociales († 3 septembre 2011).

## Décès
- 3 février : Woodrow Wilson, 28e président des États-Unis (° 1856).
- 21 février : Carl Ludwig Christoph Douzette, peintre allemand (° 25 septembre 1834).